# Sonic the Comic
Sonic the Comic, ook bekend als STC, was een Britse stripserie gebaseerd op de Sonic the Hedgehog-franchise. De serie werd gepubliceerd door Fleetway Editions van 1993 tot 2002.

## Achtergrond

### Opzet
Elk deel van Sonic the Comic' bestond doorgaans uit vier stripverhalen, die vaak allemaal een eigen verhaallijn volgden en waren bedacht door andere tekenaars en schrijvers. De eerste strip was altijd een zeven pagina’s tellend verhaal over Sonic zelf. Gedurende de eerste paar delen draaiden de andere drie verhalen om andere personages van Sega. Naarmate Sonics populariteit toenam draaiden de overige drie strips steeds vaker om bekende bijpersonages uit de Sonic-spellen zoals Tails, Knuckles, Amy, de Chaotix, en de bloemlezing "Sonic's World".
De verschillende verhalen spraken elkaar soms sterk tegen, daar ze vaak bedoeld waren voor verschillende doelgroepen.
Naast de vier stripverhalen bevatte STC ook regelmatig artikelen omtrent de sega-videospellen.

### Verhaalelementen
Sonic the Comic begon met een aantal opzichzelfstaande verhalen die onderling niet veel met elkaar te maken hadden. Pas in deel 8 werd een verhaallijn gestart die in de rest van de delen zou worden voortgezet. Dit gebeurde middels het verhaal "The Origin of Sonic". Hierin werd een achtergrond gegeven over het ontstaan van Sonic en Dr. Robotnik. Sonic was volgens dit verhaal ooit een bruine antropomorfe egel. Op een dag ontmoette hij de menselijke wetenschapper Ovi Kintobor, die per ongeluk in Sonics wereld was beland. Hij hielp Sonic zijn toch al grote snelheid nog verder te vergroten, en maakte zijn vachtkleur per ongeluk blauw. Ovi wilde Sonics wereld ontdoen van al het kwaad met behulp van de onstabiele chaosdiamanten. Er ging echter iets mis, waardoor al het kwaad in Ovi terechtkwam. Hij werd zo de slechte Ivo Robotnik. Al snel veroverde Robotnik de hele planeet Mobius, en waren Sonic en co gedwongen onder te duiken. Als de Freedom Fighters begonnen ze terug te vechten tegen Robotnik om zijn tirannie te beëindigen. Deze verhaallijn liep door tot deel 100, waarin Robotnik werd verslagen.
In de loop van de serie werden nieuwe personages geïntroduceerd, zoals Amy Rose. Robotnik onderging een verandering om hem meer aan te laten sluiten op hoe hij eruitzag in de serie Adventures of Sonic the Hedgehog .
De stripreeks begon ook de computerspellen te gebruiken als basis voor de verhalen. De eerste van deze verhalen was "The Sonic Terminator," een stripversie van Sonic the Hedgehog CD waarin Sonic het moet opnemen tegen Metal Sonic. Bij de stripbewerking van Sonic the Hedgehog 3 maakte Knuckles the Echidna zijn debuut in de strip. Knuckles bleek zo populair bij de lezers dat hij net als Tails een reeks eigen verhalen kreeg.
Een van STC's meer innovatieve keuzes was hun gebruik van Sonics getransformeerde vorm: Super Sonic. In de STC-strips onderging Sonic bij zijn transformatie tot Super Sonic een volledige verandering qua persoonlijkheid. Zo werd hij agressief en onbeheersbaar. Super Sonic kwam maar zeer zelden voor in de serie. Uiteindelijk werd Super Sonic zelfs gescheiden van Sonic en ging een eigen leven leiden.
De laatste verhaallijn in de strip was een bewerking van het spel Sonic Adventure, waarin Robotnik het wezen Chaos vrij liet.

### Ondergang
De ondergang van STC begon in 1997 toen door een korting op het budget de strip moest inkrimpen van 36 pagina’s naar 32. Als gevolg daarvan werden de artikelen met spelreviews, tips en cheats eruit gehaald en bleven enkel de strips over. Daarna moest de brievenpagina verdwijnen. Ook begon de stripserie vanaf 1998 steeds vaker oudere verhalen opnieuw te printen. Van deel 157 waren drie van de vier verhalen in elk deel herdrukken van oudere verhalen. Na deel 185 werden alleen nog maar oude verhalen gepubliceerd.
In 2002 werd besloten definitief een punt achter de reeks te zetten.

## Personages
De meeste van de personages in de strip zijn rechtstreeks overgenomen uit de spellen:
- Sonic the Hedgehog
- Miles "Tails" Prower
- Knuckles the Echidna
- Amy Rose
- The Chaotix Crew
- Dr. Robotnik
- Super Sonic
- Metal Sonic
- Chaos
- Nack the Weasel

Enkele van de nieuwe personages zijn:
- Johnny Lightfoot
- Porker Lewis
- Shortfuse the Cybernik
- Tekno the Canary
- De Omni-Viewer
- Dr. Zachary
- Commander Brutus
- Het Drakon Keizerrijk
- Megatox
- Nutzan Bolt
- Captain Plunder
- The Plax
- Trogg
- Lord Sidewinder

## Lijst van primaire Sonic-verhalen
0 - Sonic #0 - Preview Mag

1 - Sonic #1 - Enter Sonic

2 - Sonic #2 - Robofox 

3 - Sonic #3 - Mayhem In The Marble Zone 

4 - Sonic #4 - Day Of The Badniks 

5 - Sonic #5 - Lost In The Labrinth Zone 

6 - Sonic #6 - Attack On The Death Egg 

7 - Sonic #7 - Super Sonic 

8 - Sonic #8 - The Origin Of Sonic 

9 - Sonic #9 - Back To Reaity 

10 - Sonic #10 - Megatox 

11 - Sonic #11 - Time Racer 

12 - Sonic #12 - Hidden Danger 

13 - Sonic #13 - Double Trouble 

14 - Sonic #14 - Hero Of The Year 

16 - Sonic #16 - Happy Xmas Dr Robotnik

17 - Sonic #17 - Sonic The Human 

18 - Sonic #18 - Casino Night Part 1 

19 - Sonic #19 - Casino Night Part 2 

20 - Sonic #20 - Hill Top Terror 

21 - Sonic #21 - Girl Trouble Part 1 

22 - Sonic #22 - Girl Trouble Part 2 

23 - Sonic #23 - Pirates Of The Mystic Cave 

24 - Sonic #24 - The Sonic Terminator Part 1 

25 - Sonic #25 - The Sonic Terminator Part 2 

26 - Sonic #26 - The Sonic Terminator Part 3 

27 - Sonic #27 - The Sonic Terminator Part 4 

28 - Sonic #28 - The Sonic Terminator Part 5 

29 - Sonic #29 - The Sentinel 

30 - Sonic #30 - Metamorphia 

31 - Sonic #31 - The Pretender 

32 - Sonic #32 - The Unbeatable Foe 

33 - Sonic #33 - Enter Knuckles Part 1 

34 - Sonic #34 - Enter Knuckles Part 2 

35 - Sonic #35 - Power Of The Chaos Emeralds pt 1 

36 - Sonic #36 - Power Of The Chaos Emeralds pt 2

37 - Sonic #37 - Robotnik's Revenge Part 1 

38 - Sonic #38 - Robotnik's Revenge Part 2 

39 - Sonic #39 - Sonic No More 

40 - Sonic #40 - The Frozen Zone 

41 - Sonic #41 - Ice-Cap Attack Part 1 

42 - Sonic #42 - Ice-Cap Attack Part 2 

43 - Sonic #43 - Badniks Bridge Part 1 

44 - Sonic #44 - Badniks Bridge Part 2 

45 - Sonic #45 - Day Of The Death Egg 

46 - Sonic #46 - The Big Con 

47 - Sonic #47 - Mystery Of The Sandopolis Pt 1 

48 - Sonic #48 - Mystery Of The Sandopolis Pt 2 

49 - Sonic #49 - Countdown To Disaster Pt 1 

50 - Sonic #50 - Countdown To Disaster Pt 2 

51 - Sonic #51 - Disaster Pt 1 

52 - Sonic #52 - Disaster Pt 2 

53 - Sonic #53 - Disaster Pt 3 

54 - Sonic #54 - Beware Predicto 

55 - Sonic #55 - The Great Escape Pt 1 

56 - Sonic #56 - The Great Escape Pt 2 

57 - Sonic #57 - The Rampage Of Mekanik Pt 1 

58 - Sonic #58 - The Rampage Of Mekanik Pt 

59 - Sonic #59 - The Brotherhood Of The Metallix 
Pt 1
60 - Sonic #60 - The Brotherhood Of The Metallix Pt 2 

61 - Sonic #61 - The Brotherhood Of The Metallix Pt 3 

62 - Sonic #62 - The Brotherhood Of The Metallix Pt 4 

63 - Sonic #63 - Project Brutus Pt 1 

64 - Sonic #64 - Project Brutus Pt 2 

65 - Sonic #65 - Project Brutus Pt 3 

66 - Sonic #66 - Project Brutus Pt 4 

67 - Sonic #67 - The Return Of Chaotix Pt 1 

68 - Sonic #68 - The Return Of Chaotix Pt 2 

69 - Sonic #69 - The Return Of Chaotix Pt 3 

70 - Sonic #70 - The Return Of Chaotix Pt 4 

71 - Sonic #71 - The Return Of Chaotix Pt 5 

72 - Sonic #72 - The Return Of Chaotix Pt 5 

73 - Sonic #73 - Spinball Wizard & #74 - Odour Zone (This Issue Contained Two Main Sonic Stories) 

74 - Sonic #75 - Mission To The Metropolis Zone 

75 - Sonic #76 - Smokey And The Badnik 

76 - Sonic #77 - The Big Decision 

77 - Sonic #78 - Voice Of The People 

78 - Sonic #79 - Plasma 

79 - Sonic #80 - Return To The Miracle Planet 

80 - Sonic #81 - Running Wild Pt 1 

81 - Sonic #82 - Running Wild Pt 2

82 - Sonic #83 - Running Wild Pt 3

83 - Sonic #84 - Bubble Trouble

84 - Sonic #85 - Heroes & Villains Pt 1

85 - Sonic #86 - Heroes & Villains Pt 2

86 - Sonic #87 - Heroes & Villains Pt 3

87 - Sonic #88 - Mister Shifter

88 - Sonic #89 - The Ultimate Nightmare

89 - Sonic #90 - The Tomb Pt 1

90 - Sonic #91 - The Tomb Pt 2

91 - Sonic #92 - The Hive Pt 1

92 - Sonic #93 - The Hive Pt 2

93 - Sonic #94 - A Christmas Wish

94 - Sonic #95 - Eve Of Destruction

95 - Sonic #96 - The Big Fight

96 - Sonic #97 - Hero Hour

97 - Sonic #98 - Doomsday Pt 1

98 - Sonic #99 - Doomsday Pt 2

99 - Sonic #100 - Doomsday Pt 3

100 - Sonic #101 - The Final Victory

101 - Sonic #102 - Vote For Me

102 - Sonic #103 - Unnatural Disasters

103 - Sonic #104 - DIY Danger

104 - Sonic #105 - Flickies' Island Pt 1

105 - Sonic #106 - Flickies' Island Pt 2

106 - Sonic #107 - Flickies' Island Pt 3

107 - Sonic #108 - Bravehog

108 - Sonic #109 - The Evil Empire Pt 1

109 - Sonic #110 - The Evil Empire Pt 2

110 - Sonic #111 - The Evil Empire Pt 3

111 - Sonic #112 - The Evil Empire Pt 4

112 - Sonic #113 - No Future

113 - Sonic #114 - The Detour

114 - Sonic #115 - Crisis In The Chemical Plant Zone Pt 1

115 - Sonic #116 - Crisis In The Chemical Plant Zone Pt 2

116 - Sonic #117 - Best Of Enemies Pt 1

117 - Sonic #118 - Best Of Enemies Pt 2

118 - Sonic #119 - Best Of Enemies Pt 3

119 - Sonic #120 - Black Christmas

120 - Sonic #121 - Riot Resolution 

121 - Sonic #122 - Hobson & Choy Pt 1

122 - Sonic #123 - Hobson & Choy Pt 2

123 - Sonic #124 - Order And Chaos Pt 1

124 - Sonic #125 - Order And Chaos Pt 2

125 - Sonic #126 - Order And Chaos Pt 3

126 - Sonic #127 - The House On The Hill

127 - Sonic #128 - Robotnik Reigns Supreme Pt 1

128 - Sonic #129 - Robotnik Reigns Supreme Pt 2

129 - Sonic #130 - Robotnik Reigns Supreme Pt 3

130 - Sonic #131 - Showdown Pts 1 2 & 3

131 - Sonic #132 - Shady Characters Pt 1

132 - Sonic #133 - Shady Characters Pt 2

133 - Sonic #134 - Sun Trap

134 - Sonic #135 - Back In The Special Zone

135 - Sonic #136 - Roots Pt 1

136 - Sonic #137 - Roots Pt 2

137 - Sonic #138 - Roots Pt 3

138 - Sonic #139 - Roots Pt 4

139 - Sonic #140 - Whatever Happened To Grimer?

140 - Sonic #141 - The Forgotten Badnik

141 - Sonic #142 The Haunted Zone

142 - Sonic #143 Revenge

143 - Sonic #144 Secret Enemy Pt 1

144 - Sonic #145 Secret Enemy Pt 2

145 - Sonic #146 Childs Play

146 - Sonic #147 Earth Attacks Pt 1

147 - Sonic #148 Earth Attacka Pt 2

148 - Sonic #149 Small World

149 - Sonic #150 Shanazar

150 - Sonic #151 Robotnik No More

151 - Sonic #152 The Mystic Mountain

152 - Sonic #153 Moutain Of Doom

153 - Sonic #154 Heart Of Evil

154 - Sonic #155 Desert Storm

155 - Sonic #156 Secret Of The Tower

156 - Sonic #157 No Escape Pt 1

157 - Sonic #158 No Escape Pt 2

158 - Sonic #159 Bottled Up

159 - Sonic #160 The Rig

160 - Time Zone #1 - Knightmares

161 - Time Zone #2 - Space Race Pt 1

162 - Time Zone #3 - Space Race Pt 2

163 - Time Zone #4 - Medusa

164 - Time Zone #5 - Worlds Collide Pt 1

165 - Time Zone #6 - Worlds Collide Pt 2

166 - Time Zone #7 - Earth Spirits

167 - Time Zone #8 - SuperZone

168 - Time Zone #9 - Mirror Image

169 - Time Zone #10 - Secret Of The Gods

170 - Sonic #161 - Splitzoid

171 - Sonic #162 - Planet In Peril

172 - Sonic #163 - The Terra Connection

173 - Sonic #164 - Game Over Pt 1

174 - Sonic #165 - Game Over Pt 2

175 - Sonic #176 - The Coming Of Chaos

176 - Sonic #177 - What Price Victory

177 - Sonic #178 - Night Terrors

178 - Sonic #179 - Splash-Down

179 - Sonic #180 - Out Of Time

180 - Sonic #181 - Prisoner Of War

181 - Sonic #182 - The Origin Of Chaos

182 - Sonic #183 - War Of The Worlds

183 - Sonic #184 - Perfect Chaos

184 - Sonic #185 - Point Of No Return

## Niet-sonic verhalen
Toen STC begon, draaiden drie van de vier verhalen in elk deel om andere spellen dan Sonic. Deze spellen waren:
- Shinobi (3 series)
- Streets of Rage (3 series)
- Kid Chameleon (2 series)
- Eternal Champions (2 series)
- Golden Axe (2 series)
- Decap Attack (3 series)
- "Pirate STC" (1 serie)
- Marko's Magic Football (1 serie)
- Ecco the Dolphin (2 series)
- Wonder Boy (2 series)
- Sparkster [Rocket Knight Adventures] (1 serie)
- Mutant League Football (1 serie)
- Shining Force (1 serie)
- "Megadroid" (2 series)

## Staff
Het grootste gedeelte van de verhalen werd geschreven door Nigel Kitching of Lew Stringer, en getekend door Richard Elson, Nigel Dobbyn, Carl Flint, Woodrow Phoenix, Roberto Corona en Mike McMahon.

## Sonic the Comic Online
Sonic the Comic - Online! (of STC-O) is een onofficiële voortzetting van de verhalen uit STC, die gepubliceerd wordt op het internet. De strip heeft niet de steun van Egmont Fleetway of Sega, maar veel van de originele STC schrijvers en tekenaars hebben de website geprezen voor het werk. De strip maakte in 2004 kans op de Diamond National Comics Award voor beste online strip, maar verloor van The Matrix Comics.